# NGC 1369
NGC 1369 is een balkspiraalstelsel in het sterrenbeeld Eridanus. Het hemelobject werd op 19 januari 1865 ontdekt door de Duitse astronoom Johann Friedrich Julius Schmidt. NGC 1369 maakt deel uit van de kleine Fornaxcluster, die 58 sterrenstelsels bevat.

## Synoniemen
- PGC 13330
- ESO 358-34
- MCG -6-9-4 lub FCC 176